# ヘクスター

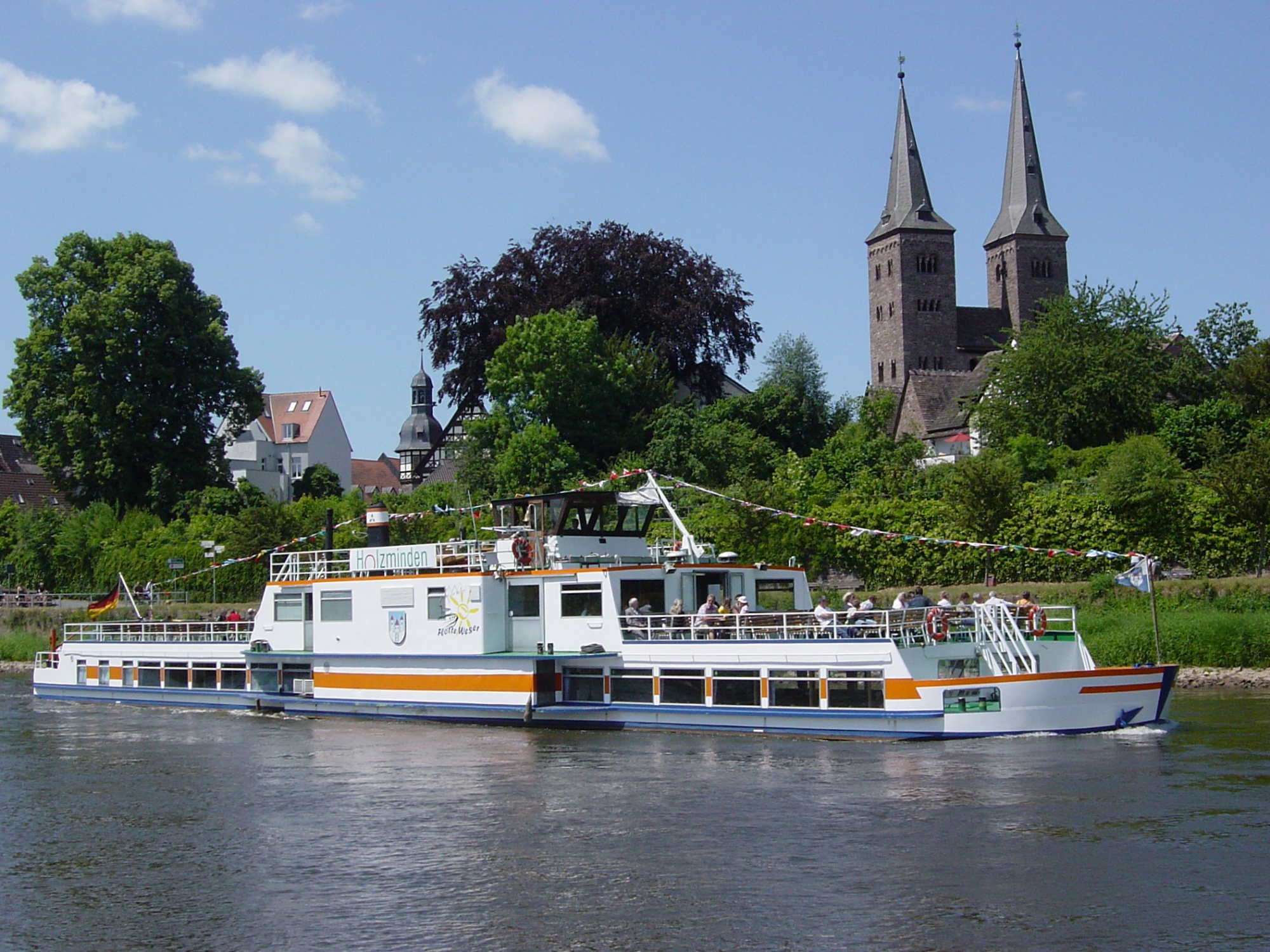
ヴェーザー川から見たヘクスター。画面右手の2本の尖塔がヘクスターの象徴的建造物である聖キリアーニ教会。中央やや左よりのボンネット型の屋根の塔はヘクスター市庁舎

ヘクスター (ドイツ語: Höxter、ドイツ語発音: [ˈhœkstɐ] ( 音声ファイル)) は、ドイツ連邦共和国ノルトライン＝ヴェストファーレン州デトモルト行政管区に属すヘクスター郡に属す「小さな中規模都市」であり、同郡の郡庁所在地である。ヘクスターは、オストヴェストファーレン＝リッペ大学（OWL大学）がある大学都市である。本市はヴェーザーベルクラント中央のヴェーザー川沿いに位置し、パーダーボルン大司教領に属していた。ヘクスターの歴史的名称として、Hoxer や Huxaria の表記がある。
ヘクスター近郊に位置するコルヴァイ修道院は、2014年に正式名称「コルヴァイのカロリング期ヴェストヴェルクとキウィタス」としてユネスコ世界遺産に登録された。この旧ベネディクト会修道院は、カール大帝の息子であるルートヴィヒ敬虔王（778年 – 840年）の同意を得て822年に創設され、中世初期にはヨーロッパで最も重要な修道院の一つであった。ヴェーザー川に直接面した古い修道院施設は、ほぼ完全に保存されたカロリング朝時代のヴェストヴェルク（教会の西正面部分。多くの場合、教会塔や正門入り口などがあり、教会建築の中で最も壮麗な部分となる）が特に優れている。

## 地理
ヘクスターは、ノルトライン＝ヴェストファーレン州の最も東の都市であり、ゾリングのすぐ西側、トイトブルクの森/エッゲ山地自然公園の東縁部オーバーヴェルダー・ラントの東側にあたるホルツミンデナー・ヴェーザータール（ヴェーザー川上流の谷）に位置している。最も東の地点は、シュターレ地区である。市域の大部分はヴェーザー川の西岸に位置する。ヴェーザー川の東岸に位置するのはリュヒトリンゲン地区と、ヘクスター中核市区前のヴェーザー川に突き出した半島状のブリュックフェルトだけである。ヘクスターの東は、ニーダーザクセン州に属するゾリングである。市域南端のゴーデルハイム付近でネーテ川がヴェーザー川に合流する。ヘクスター中核市区ではボラーバッハ川、グルーベ川、シェルペ川が、アルバクセンではザウマー川が、やはりヴェーザー川に流れ込んでいる。市域の北側は、496 m のケーターベルク山頂にまで及ぶ。これに次いで高いのがベーデクセンの北にあるシュトローベルクの 394 m、ヘクスター中核市区の南西にある クレーケラー・ベルクの 368 m、ボッセボルンの南にあるシェーレンベルクの 346 m である。
最寄りの大都市は、パーダーボルン（約 45 km 西）、ビーレフェルト（約 65 km 北西）、ハノーファー（約 70 km 北）、ゲッティンゲン（約 45 km 南東）、カッセル（約 50 km 南）である。

### 地質学
市域の岩盤は、主に中生代の泥岩、泥灰岩、石灰岩、砂岩で構成されている。これらの堆積岩は、1000 m から 1500 m の厚さがある。これらは地質学的時代の経過とともに隆起し、数多く鞍部、盆地、地溝、地塁、小さな地塊に分断された。さらに深くは、古生代（デボン紀、石炭紀、ペルム紀）の岩層でできている。ヴェーザー川やその西岸支流の川谷では氷期の脆い岩（礫、砂、黄土）が堅い下層岩盤を覆っている。
ヴェーザー川の谷やその横谷の砂や礫は、地下水の良い流路となっている。オーバーヴェルダー・ラントには風化した石灰岩の土地が広がっている。主な特徴は、森の下にある レンジナ やレンジナ褐色土である。
小さな斜面や盆地では特に、黄土から深くにまで達するシルト＝ローム質の Parabraunerden が広がっており、収穫量の多い農耕地として利用されている。狭い範囲で大きな変化がある地域では森林利用が主であり、起伏がある地域では緑地利用や耕作は行われていない。ヴェーザー付近には、新しい砂＝ローム質の河川堆積層があり、褐色の Auenböden が形成されている。この付近の洪水が滅多に起こらない場所では、農業が営まれている。

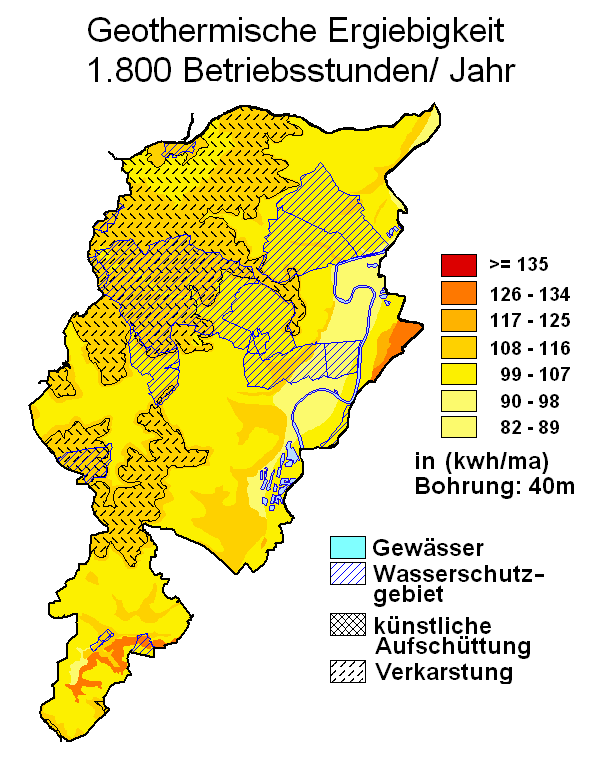
ヘクスター市の地熱分布

ゾリング丘陵の隆起とヴェーザー川が、この地域を特徴付ける地形である。川は、ヘクスターの市境付近では、ブンター統とムシェルカルク統との間を鋭角に曲がりながら流れている。隣接するホルツミンデン付近では、川は丘陵の中心部から離れており、ムシェルカルク地域を流れている。ヴェーザー川の西側では高度差 200 m 以上の急勾配を持つ河岸平地が形成されている。また、ツーゲンベルク付近のラーベンクリッペンやロイシェンベルク付近のプリンツェシネンクリッペンといったクリッペ（浸食作用によって本体となる山から分離された丘）が見られる。ここでは、たとえばランとブナの森のような価値の高い森林植生が栄えている。こうした山の背後は起伏がほとんどなく、一部は集約的に農業に利用されている。これに対してヴェーザー川東岸は、比較的緩やかにゾリングへと上ってゆく。オーバーヴェルダー・ラントとゾリングとの間でヴェーザー川は、幅約 1 km から 3 km の谷を形成し、蛇行している。その川砂利は、様々な礫に分けられる。
ヘクスター中核市区の住宅地は、1950年代以降、ツィーゲンベルク、ロイシェンベルク、ビーレンベルクの3つの異なるムシェルカルク統の斜面で盛んになった。ツィーゲンベルクとロイシェンベルクの頂は谷面から約 200 m 上にある。これよりも小さいビーレンベルクの南斜面には、価値の高いビャクシンの薮が残されている。2つの古い放置された採石場が、ここがセメント製造に利用されていたことを物語っている。市の北側に位置するロイシェンベルクの南斜面は「ヴァインベルク」と呼ばれている。中世の温暖期にここでコルヴァイ修道院によるワイン製造のためのブドウ栽培が行われていたためである。
ヘクスターの市域は、地熱ゾンデによる地熱源やヒートポンプによる地熱採取については、「良好」から「極めて良好」な状態にある（右図参照）。

### 市域の広がりと土地利用
「クライネ・ミッテルシュタット」（小さな中規模都市）に分類される本市の面積は、157.9 km2 である。南北軸の最大長は約 21.7 km、東西軸のそれは約 13.7 km である。
| 用途別面積 | 農業用地 | 森林   | 宅地、空き地 産業用地 | 交通用地 | 水域  | スポーツ用地 緑地 | その他 |
| ---------- | -------- | ------ | --------------------- | -------- | ----- | ----------------- | ------ |
| 面積 (km2) | 70.66    | 63.47  | 10.46                 | 8.08     | 3.67  | 1.23              | 0.28   |
| 占有率     | 44.7 %   | 40.1 % | 6.6 %                 | 5.1 %    | 2.3 % | 0.8 %             | 0.4 %  |

### 隣接する市町村
ヘクスターは、北はリュクデ（ノルトライン＝ヴェストファーレン州リッペ郡）、北東はザムトゲマインデ・ボーデンヴェルダー＝ポレ、東はザムトゲマインデ・ベーヴェルンおよびホルツミンデン、南東はザムトゲマインデ・ボフツェン（以上、いずれもニーダーザクセン州ホルツミンデン郡）、南はベーヴェルンゲン、南西と西はブラーケル、西はマリーエンミュンスター（以上、いずれもノルトライン＝ヴェストファーレン州ヘクスター郡）と境を接している。

### 市の構成
ヘクスター市の市域は、12の地区と中核市区から構成される。全ての地区に地区委員会が設けられている。この委員会は、市全体の統一的発展を損なうことなく各地区の問題処理を委託される機関である。この他にヘクスター中核市区を除く各地区に、市長近い行政権限を確約されている地区行政機関が置かれている。地区行政機関を指導する役職は、市議会議員の任期に合わせて、地区の住民から名誉職として委託される。
| 地区名             | 地区名           | 人口1 （二次的住民を除く） | 人口1 （二次的住民を除く） | ヘクスター市区図 |
| ------------------ | ---------------- | -------------------------- | -------------------------- | ---------------- |
| ヘクスター中核市区 | Stadtkern Höxter | 13,305                     | 45.07 %                    | ヘクスター市区図 |
| アルバクセン       | Albaxen          | 1,649                      | 5.59 %                     | ヘクスター市区図 |
| ベーデクセン       | Bödexen          | 838                        | 2.84 %                     | ヘクスター市区図 |
| ボッセボルン       | Bosseborn        | 539                        | 1.83 %                     | ヘクスター市区図 |
| ブレンクハウゼン   | Brenkhausen      | 1,304                      | 4.42 %                     | ヘクスター市区図 |
| ブルーフハウゼン   | Bruchhausen      | 681                        | 2.31 %                     | ヘクスター市区図 |
| フュルステナウ     | Fürstenau        | 1,202                      | 4.07 %                     | ヘクスター市区図 |
| ゴーデルハイム     | Godelheim        | 929                        | 3.15 %                     | ヘクスター市区図 |
| リュヒトリンゲン   | Lüchtringen      | 3,023                      | 10.24 %                    | ヘクスター市区図 |
| リュトマールゼン   | Lütmarsen        | 969                        | 3.28 %                     | ヘクスター市区図 |
| オットベルゲン     | Ottbergen        | 1,559                      | 5.28 %                     | ヘクスター市区図 |
| オーフェンハウゼン | Ovenhausen       | 1,077                      | 3.65 %                     | ヘクスター市区図 |
| シュターレ         | Stahle           | 2,447                      | 8.29 %                     | ヘクスター市区図 |
| 計                 | 計               | 29,522                     | 100.00 %                   | ヘクスター市区図 |

1 2014年12月31日現在

## 歴史
775年にカール大帝が率いるフランク族の軍勢が、現在のヘクスターにあたるヴェーザー川の徒渉地の両岸を制圧した。この戦略上重要な地点を防衛するために多くのザクセン人が死亡した。入植地 Huxori、後のヘクスター (Höxter) は、新たに創設されたコルヴァイ修道院に、皇帝ルートヴィヒ敬虔王によって822年に寄贈された。この集落は、ブレーメンからカッセルに至る当時の幹線道路や、「ヘルヴェーク」と呼ばれる東西を結ぶ道路沿いの、交通の便がよい場所に位置していた。
1250年にヘクスターは都市権を授けられ、1295年からハンザ同盟に加盟した。三十年戦争でヘクスターは甚大な被害を受けた。1634年の「ヘクスターの血浴み」では、長い防衛戦の末に 1,500人以上の住民がカトリック同盟軍の兵士に殺害された。その後この街は衰退していった。

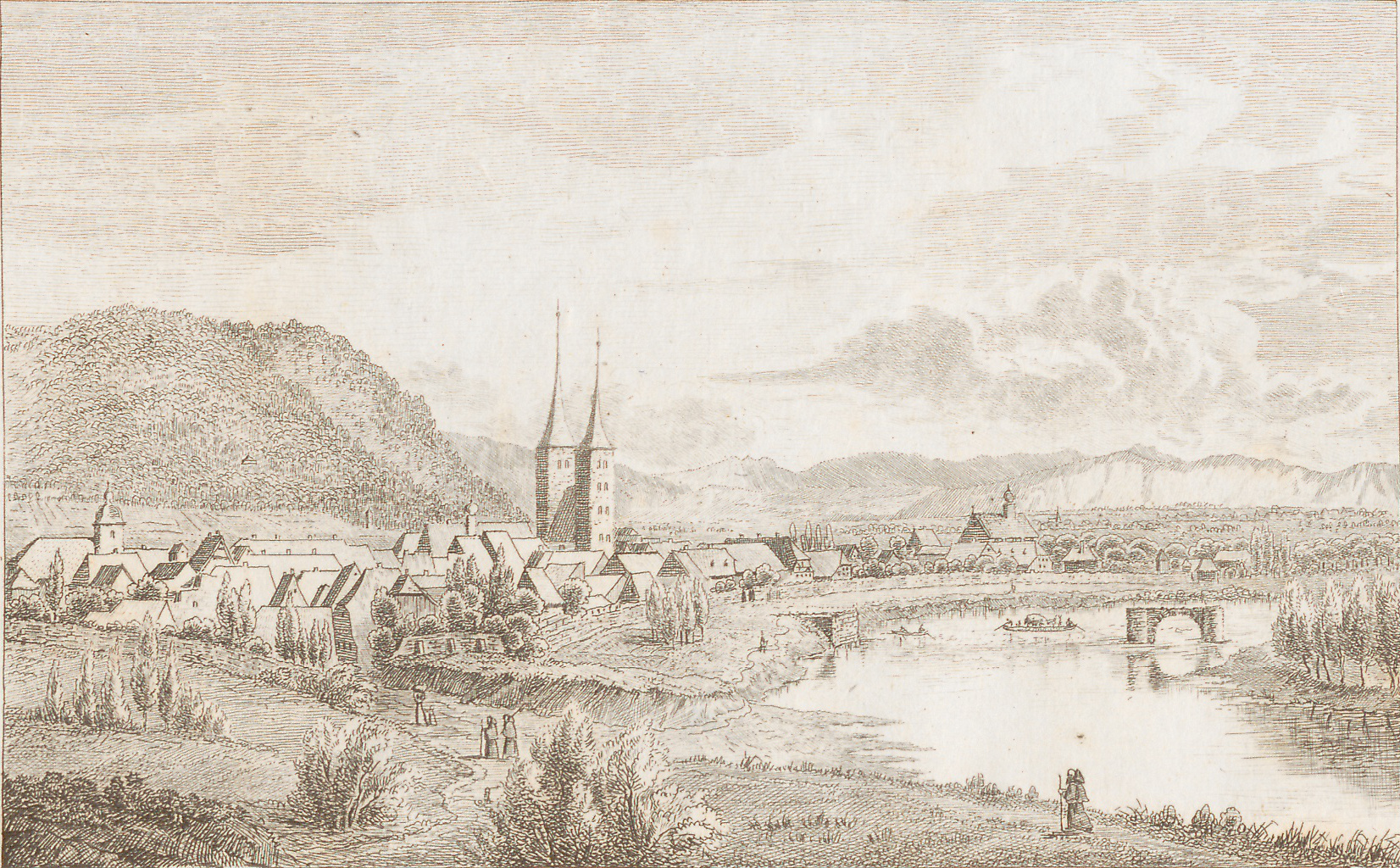
1819年頃のヘクスター

ヘクスターは、1792年から1803年までコルヴァイ司教領主の首都であった。その後本市は、1803年から1806年まではナッサウ＝オラニエン家、1807年からヴェストファーレン王国に属した。1813年にヘクスターはプロイセン王国に敗戦した。
1865年にブルワリーが創業した。1908年に「ヘルマン・クレーケラー醸造所」と命名され、1915年からは「ヘルマン＆オットー・クレーケラー醸造所」と称したが、1970年に廃業した。
1865年、ヴェストファーレン王立鉄道会社のアルテンベーケン – ホルツミンデン – クライエンゼン – ブラウンシュヴァイク線およびブラウンシュヴァイク公国邦有鉄道のブラウンシュヴァイク南線がこの街を通ったことが、経済的飛躍をもたらした。この路線はベルリン、ブラウンシュヴァイクとルール地方とを結ぶ重要な接続路線であった。1945年以後の数十年間、ドイツ分割により、かつての複線幹線鉄道はその重要性を喪失し、交通の流れは南北方向に転換した。
1956年に、かつての製材所の敷地に700席を超える観客席がある映写ホールを持つ映画館「レジデンツ＝フィルムハウス」が造られた。1975年にヘイベルト・シュリンカーがこの映画館を引き継いだ。1979年に2つめの、1982年には3つめの映写ホールが増築された。1999年12月にレジデンツ映画館は閉鎖され、市立ホールに改築された。
戦後最大のこの街の悲劇は、2005年9月19日の朝に起こった。歴史的な市庁舎のすぐ隣の家で、自殺者が 900リットル以上のベンジンを爆発させたのである。この事故で3人が死亡し、100人以上が負傷した。家の爆発から約1時間後に災害警報が発令され、ヘクスター郡、ホルツミンデン郡およびドイツ連邦軍から何百人もの救急隊がこの街に出動した。内市街全域が巻き添えとなり、復旧工事は、1年経っても完了しなかった。例えば、隣接するキリアン教会は2007年10月31日にようやく損害箇所の片付けが終わり、再び使用できる状態になった。また、事故の直前に鉛の腐食のため修理されたばかりであった文化財のバロック・オルガンは、激しい汚れと損傷のために一部を移動させなければならず、2008年4月6日にようやく最初のコンサートが再開できた。

### 市町村合併
ノルトライン＝ヴェストファーレン州の地域再編に伴い、1969年に成立した「ヘクスター郡の新設に関する法律」に基づいて、1970年1月1日にそれまで独立した町村であったアルプアクサン、ベーデクセン、ボッセボルン、ブレンクハウゼン、フュルステナウ、ゴーデルハイム、リュヒトリンゲン、リュトマールゼン、オットベルゲン、オーフェンハウゼン、シュタール（以上、アムト・ヘクスター＝ラント）、ブルーフハウゼン（アムト・ベーヴェルンゲン）およびアムトに属さないヘクスター市が合併して、新たなヘクスター市が創設された。アムト・ヘクスター＝ラントは廃止され、ヘクスター市がその権限を引き継いだ。1971年10月1日、ホルツミンデン市の一部が約100人の住民とともにこの街に移管された。

## 住民

### 人口推移
以下の表は、各時点の市域内人口と、現在の市域あたる地域の人口を示している。1970年までと1987年の値は人口調査の結果であり、1975年からは州データ管理・統計局の公式な研究結果である。1975年から1985年までは推定値、1990年からは1987年の調査結果に基づく推計値である。
各時点のヘクスター市域における人口推移
| 時期              | 人口（人） |
| ----------------- | ---------- |
| 1818年 (12月31日) | 2,858      |
| 1831年 (12月3日)  | 3,292      |
| 1837年 (12月3日)  | 3,416      |
| 1843年 (12月3日)  | 3,656      |
| 1849年 (12月3日)  | 3,581      |
| 1852年 (12月3日)  | 3,806      |
| 1858年 (12月3日)  | 3,858      |
| 1867年 (12月3日)  | 5,234      |
| 1871年 (12月1日)  | 5,047      |
| 1880年 (12月1日)  | 5,186      |
| 1885年 (12月1日)  | 6,046      |

| 時期              | 人口（人） |
| ----------------- | ---------- |
| 1900年 (12月1日)  | 7,625      |
| 1905年 (12月1日)  | 7,699      |
| 1910年 (12月1日)  | 7,891      |
| 1925年 (16月6日)  | 7,258      |
| 1933年 (16月6日)  | 7,844      |
| 1939年 (5月17日)  | 9,456      |
| 1946年 (10月29日) | 13,002     |
| 1950年 (9月13日)  | 14,606     |
| 1961年 (6月6日)   | 15,156     |
| 1969年 (12月31日) | 15,471     |

現在のヘクスター市にあたる地域の人口推移
| 時期              | 人口（人） |
| ----------------- | ---------- |
| 1939年 (5月17日)  | 21,411     |
| 1950年 (9月13日)  | 30,752     |
| 1961年 (6月6日)   | 30,799     |
| 1969年 (12月31日) | 32,823     |
| 1970年 (5月27日)  | 32,630     |
| 1975年 (12月31日) | 32,758     |
| 1980年 (12月31日) | 32,423     |
| 1985年 (12月31日) | 31,577     |
| 1987年 (5月25日)  | 31,972     |

| 時期              | 人口（人） |
| ----------------- | ---------- |
| 1990年 (12月31日) | 33,079     |
| 1995年 (12月31日) | 33,560     |
| 2000年 (12月31日) | 33,117     |
| 2005年 (12月31日) | 32,591     |
| 2007年 (12月31日) | 32,020     |
| 2010年 (12月31日) | 31,089     |
| 2011年 (12月31日) | 30,991     |
| 2012年 (12月31日) | 29,812     |

### 宗教
ヘクスターの住民は、56.5 % がローマ＝カトリック、23.7 % が福音主義ルター派、19.9 % が他の宗教または無信仰である。新使徒派教会、福音主義自由教会（バプテスト）、聖書キリスト教、エホバの証人がそれぞれ教団を有している。ブレンクハウゼン修道院には、コプト正教会の主教座がある。ヴェーゲタール通りではモスクが建設されている。

## 行政

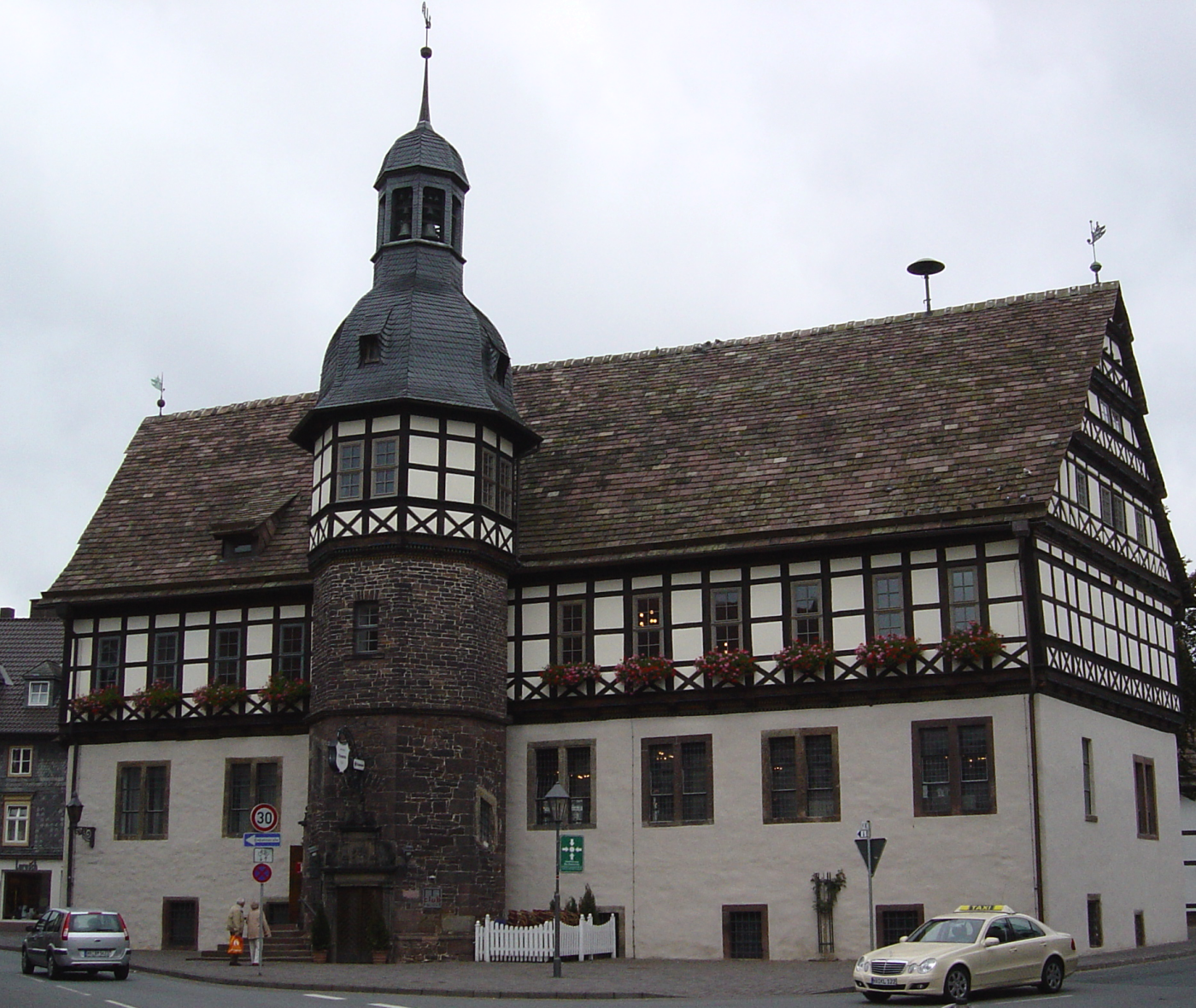
ヘクスター市庁舎

### 市議会
ヘクスターの市議会は、44議席からなる。

### 市長
ダニエル・ハルトマン（無所属）は、2020年市長選挙の決選投票で 52.56 % の票を獲得して市長に選出された。

### 紋章
デトモルト行政管区長官は、1970年7月1日付の文書でヘクスター市に紋章使用の権利を認可した。この紋章は、白（銀）色の楼門が描かれている。2本の尖塔の間をつなぐゴシック様式の破風の下に大きく開いた門がある。その両側は端近くに狭い門が穿たれ、鋸壁をいただいた塔を両脇に持つ壁。
同じ文書で幟と旗の使用も認可されている。幟は、長辺と並行に赤 - 白 - 赤で1:3:1に分割された地の上、上部中央に市の紋章が描かれている。旗は、長辺と並行に赤 - 白 - 赤で1:3:1に分割された地の上、旗竿寄りに市の紋章が描かれている。

### 姉妹都市
- コルビ（ドイツ語版、英語版）（フランス、ソンム県）1963/64年[22]
- サドベリー (サフォーク)（ドイツ語版、英語版）（イギリス、サフォーク）1979/80年[23]

これらの街とは定期的な市民交流が行われている。
この他、1956/57年にはすでに本市のケーニヒ＝ヴィルヘルム＝ギムナジウムは、フランスのアラスにあるリセ・ロベスピエールおよびリセ・ガンベッタとドイツで最初期の姉妹校協定を締結した。
さらにヘクスターは、都市同盟「新ハンザ同盟」に加盟している。

## 文化と見所

### 演劇
レジデンツ・シュタットハレ・ヘクスターでは定期的に演劇の上演がなされている。このシュタットハレ（市立ホール）は、2,000 m2 に 680席がある。シュタール地区には、かつての石切場に野外ステージが設けられている。

### 音楽
ヘクスター音楽学校のアンサンブル、ヘクスター音楽センターの合唱団、その他多くの合唱団や音楽グループが中核市区や各市区での音楽活動の場を提供している。

### 博物館
- コルヴァイ城内では、「村から都市へ」と題してヘクスターの入植史や都市の歴史に関する展示を行っている。9世紀から1750年頃までの1000年におよぶ市の歴史を展示している。
- ハイスターマン・フォン・ツィールベルク荘園にあるフォーラム・ヤーコプ・ピンスは、第三帝国時代にヘクスターからパレスチナへ亡命したユダヤ人芸術家が故郷に遺贈した芸術作品を展示しており、常設展示ではかつてこの都市に存在していたユダヤ人社会を記念している。

### 建造物

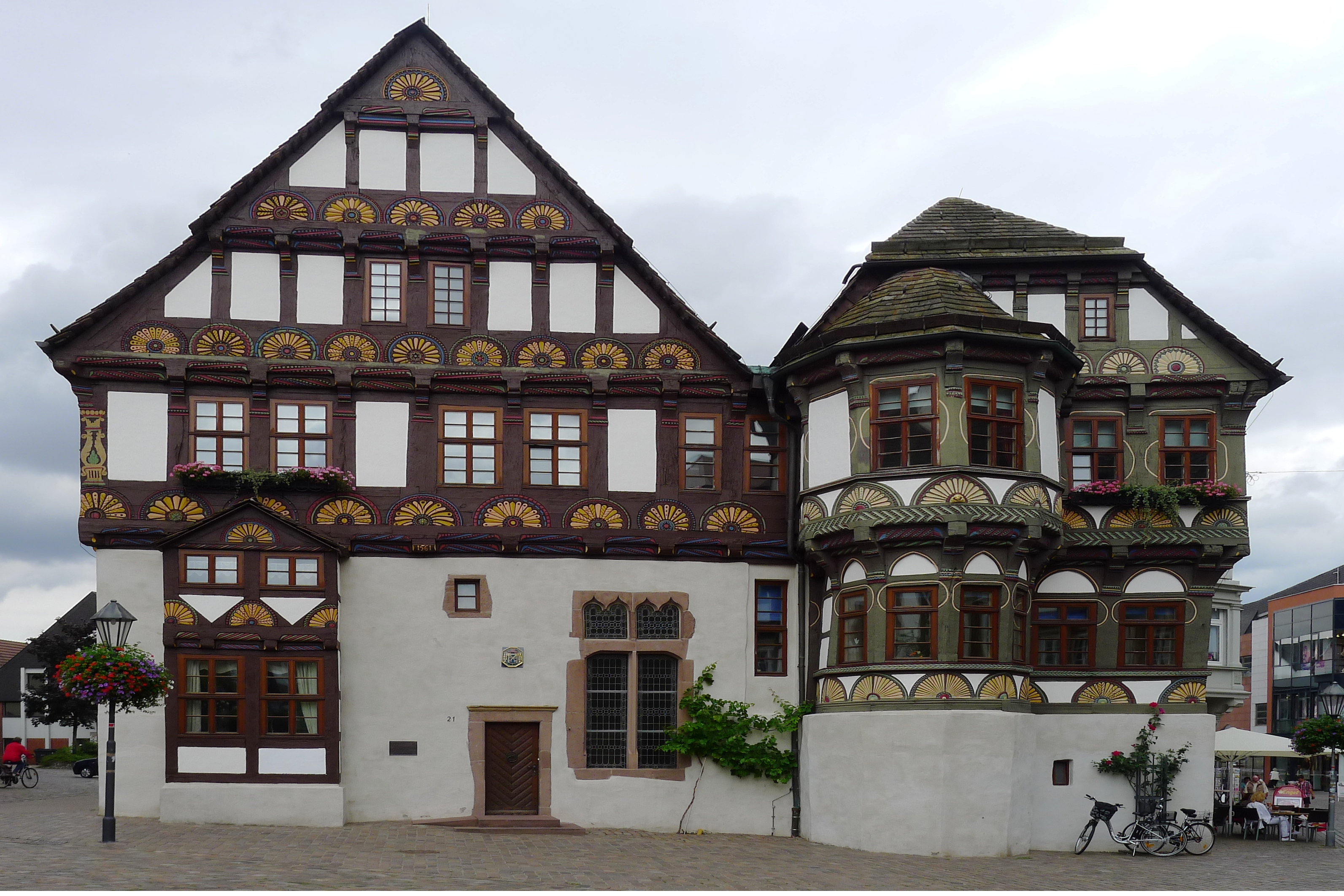
旧首席司祭公館

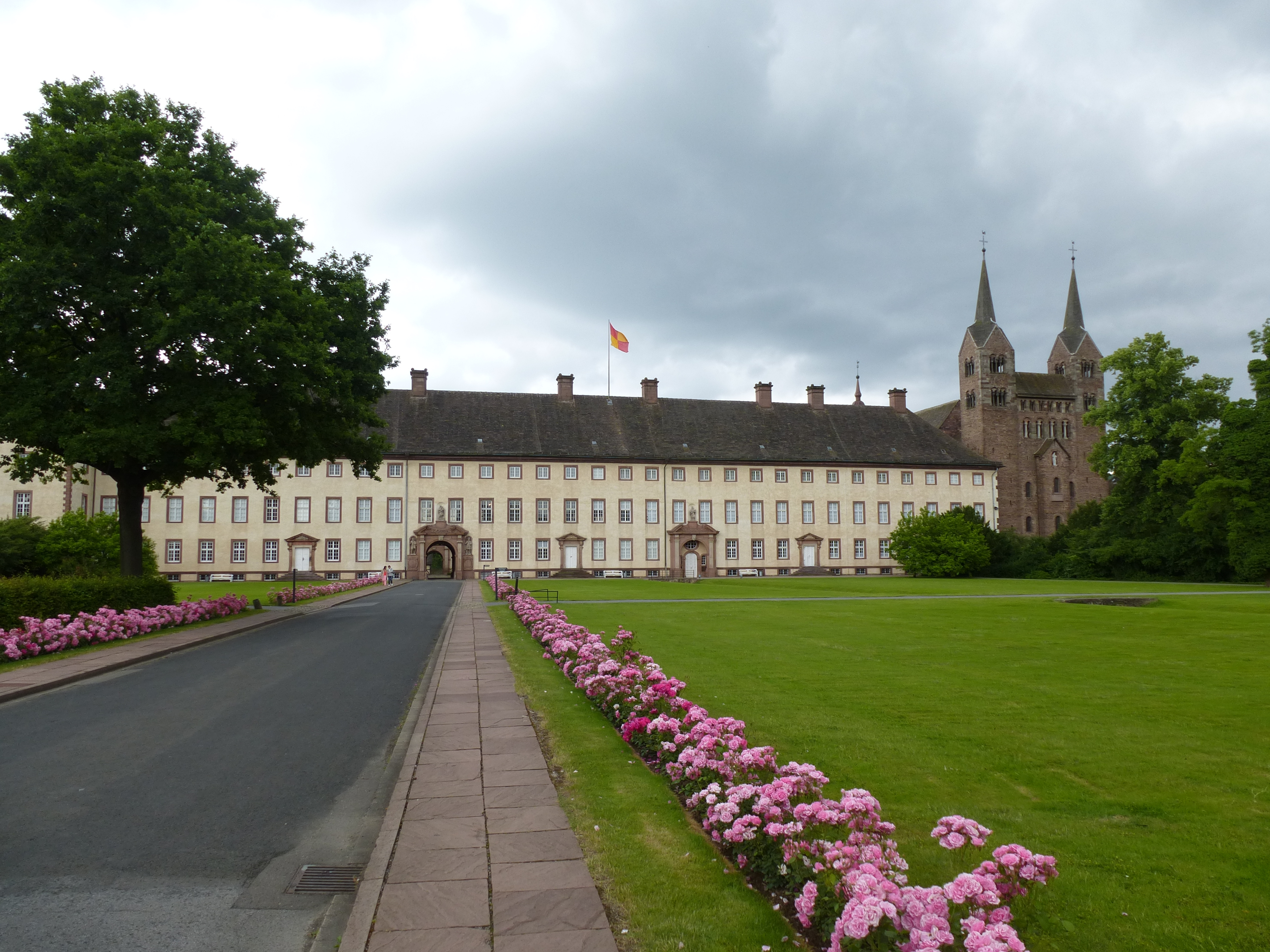
コルヴァイ修道院

- 良好に保存されている中世の都市構造は、木組み建築によって特徴付けられる。その中にはヴェーザールネサンス建築（ドイツ語版、英語版）の作例もいくつか見られる。特筆すべきは、1100年頃に建設されたハンザ都市ヘクスターの象徴的建造物である聖キリアーニ教会、ヴェストファーレンで最初期のゴシック建築で1804年まではコンベンツァル聖フランシスコ修道会修道院の一部であったマリエン教会、1565年建造のキュスターハウス、シュトゥムリーゲ通りにある1571年建造のアダム＝ウント＝エーファー＝ハウス、1613年にヴェーザールネサンス様式で建設された市庁舎、1561年に建造されマルクト広場に建つ旧首席司祭公館がある。マルクト広場に向かって、60を超えるハーフロゼッタが見られるが、それぞれが特徴的で見分けることができる。旧主席司祭公館はアーメルンクセン家の貴族館であった。
- ヘクスターの外れにあるコルヴァイ修道院はヴェーザー川に直接面している。修道院教会は、カロリング朝の地下聖堂と堂々たるヴェストヴェルク（ドイツ語版、英語版）を有している。教会の近くには、「ドイツの歌」の作詞者であるホフマン・フォン・ファラースレーベンの墓がある。また、近所にトム・ローデン遺跡もある。
- アルバクセン地区のヴェーザー川沿いに、現在はレストランとして利用されているトーネンブルク城がある。
- ヴェスターバッハ通りのルネサンスのハイスターマン・フォン・ツィールベルク貴族館に入っているフォーラム・ヤーコプ・ピンスは、このヘクスター出身のユダヤ人芸術家の作品を展示し、本市のユダヤ人住民を記念している。
- かつてはコルヴァイ修道院のものであった古い水車オーバーミューレも見所の一つである。現在、オーバーミューレにはミューレンカフェが入居している。
- ロイシェンベルクのヴァインベルク礼拝堂（ブドウ山の礼拝堂、1689/90年建造、1992年頃と2009年6月に修復）
- メリンガー広場には1890年に建設された建築学校の建物がある。これは、プロイセン初の国立建築学校であった。現在ここにはヘクスター＝マリエンミュンスター市民大学とヘクスター市立図書館が入居している。
- ヘクスター南西のツィーゲンベルクには、1883年に建設されたローデネック塔がある。その少し西側には1900年に完成したビスマルク塔がある。脇小塔をもつ、石灰岩製の高さ 13 m のこの塔は、わずか 4ヶ月で建造された。この塔は1990年に改修された。
- B64号線がヘクスターに入る入り口の高台にあった保護文化財建造物でディスコとして利用されていた木組み建築のフェルゼンケラーは、2006年10月17日に全焼した。
- 保護文化財のニコライ教会も見応えがある。

- ヘクスターの象徴的建造物聖キリアーニ教会
- マリエン教会
- キュスターハウス
- アダム＝ウント＝エーファー＝ハウス
- トム・ローデン遺跡。
- トーネンブルク城
- ヘクスターのオーバーミューレ
- ヴァインベルク礼拝堂
- 旧建築学校
- ローデネック塔
- ビスマルク塔
- ニコライ教会

### 公園
広さ 2 ha のクールパルク・ブルーフハウゼンは広い芝生広場、いくつかの立木、植え込みからなる比較的簡素な庭園である。
私有地にある、やはり広さ 2 ha のグーツパルク・ブルーフハウゼンは一般公開されている。西と南は切石の壁が公園を囲んでいる。西の誘導路はプラタナスの並木道である。敷地内には池がある。この公園は約 300 m 南にあるクールパルクに接続している。
教会の敷地内にある広さ約 3 ha のクロスターガルテン・ブレンクハウゼンも一般公開されている。この修道院の外郭施設はいくらかの立木を持つ広い芝生広場からなる。
広さ 3.5 ha のオストヴェストファーレン＝リッペ大学学習植物園ヘクスター分園は、晴天の平日昼間に開園しており、620種類以上の植物があり、そのうちの 400種が多年生草本である。
広さ約 2.5 ha のパルク・アム・ハウス・ブルンネンは、立ち入りが制限された私有地である。この庭園は現在、古木の基部や中央水槽がある荒廃した庭園施設である。
コルヴァイ城館庭園は私有地内にある。前庭、中庭、墓地は有料で公開されているが、城館庭園本体には入園できない。城館や教会の前にある幅の狭いバラの縁取り花壇を持つ広く手入れが行き届いた芝生広場が見所である。城館庭園はプライベートに使用されており、庭園の門越しに北側部分だけをのぞき見ることができる。
ヘクスターの土塁施設は歴史的旧市街を取り囲んでいる。かつての都市防衛施設の敷地は、全域が公開の緑地公園になっている。この緑地は、ヴェーザー川沿いの遊歩道と合わせて旧市街を囲む緑地のリングを形成している。

### 自然文化財
ヘクスターには14の自然保護地区がある。最大なのは、ビーレンベルク自然保護地区とツィーゲンベルク自然保護地区がある。前者は、1930年に指定された自然保護区でビーレンベルクの高地と南斜面にあたる。
アルバクセン地区には鳥類保護地区がある。

### スポーツ
中核市区では、ブリュックフェルトの市立屋外プールと2つのスポーツ・グラウンドがある。この他に、2面の人工芝のサッカーグラウンドを持つヘクスター/ヴェーザーベルクラント・サッカーアリーナがある。ここでは、FLVW（ヴェストファーレンサッカー・陸上競技連盟）のヘクスター郡シニアトーナメントが開催される。
中核市区には、2つのサッカークラブがある。1995年に DJKヘクスターと VfLヘクスターが合併して成立した SVヘクスターは、その第1チームがランデスリーガでプレイしており、13のジュニアチームを有している。このクラブチームは2010年にベツィルクスリーガからランデスリーガに昇格した。このクラブで最も有名な選手は、シュテファン・マース（SCパーダーボルン07、KFCユルディンゲン05）である。VfLヘクスターでは、トーマス・フォン・ヘーゼン（後にハンブルガーSVやアルミニア・ビーレフェルトでプレイした）もそのキャリアを開始している。フェニックス95ヘクスターは1995年に設立され、女子ベツィルクスリーガでプレイしており、3つの女子ジュニアチームを有している。また、男子チームはクライスリーガCに属している。両クラブのスタジアムは、ヴェーザーカンプフバーンである。
周辺地区には、会員数の多いスポーツクラブが数多く存在する。たとえば、SVアルバクセン、SVブレンクハウゼン/ボッセボルン、SVフュルステナウ/ベーデクセン、TuSゴーデルハイム、TuSリュヒトリンゲン、TuSリュトマールゼン、TuSオットベルゲン、SSVブルーフハウゼン、TuSオーフェンハウゼン、FC30シュターレなどである。フュルステナウ/ベーデクセン、ブレンクハウゼン/ボッセボルン、オットベルゲン、リュヒトリンゲン、シュターレもベツィルクスリーガでプレイしており、最も強いチームはクライスリーガAに所属している。
本市最大のスポーツクラブは、ヘクスター・ハンドボールおよび陸上競技クラブ（HLCヘクスター）である。HLCが提供する種目は多岐にわたっている: フィットネスコース、水泳、アクアビクス、バドミントン、柔道などである。
バレーボールでは、SVヘクスターと TuSリュヒトリンゲンのバレーボール部門が看板クラブである。テニスクラブや卓球クラブは数多く存在する。TVロート＝ヴィアス・ヘクスターは、2007年夏にはテニス女子フェアバンツリーガでプレイした。
さらに、12レーンのボウリング場、2つのミニゴルフ場、1つの乗馬ホール、ウォータースポーツハウスがレジャーの機会を提供している。

### 年中行事
コルヴァイ城館では、5月1日の「ホフマン＝フォン＝ファラースレーベン＝レーデ」から6月まで「コルヴァイ音楽週間」が続く。キリアーニ教会では、復活祭と秋休暇との間毎週、土曜日に「ムジーク・ツーア・マルクトツァイト」、水曜日に「オッフェネス・ジンゲン・ツーア・マルクトツァイト」が開催される。聖霊降臨祭の夜と大晦日の「ナハトムジーク・バイ・ケルツェンシャイン」もキリアーニ教会で行われる行事である。マリエン教会では毎年1月に、インターネットベースのコーラスワークショップが行われている。
ヘクスターの年間行事は、3月のヘクスター＝ベーデクセンの「復活祭の市場」から始まる。4月の最終週末はヘクスターの「筏乗りと漁師の日」である。8月第2週末にはヘクスター＝ブルーフハウゼンでラウレンティウス祭が行われる。9月の最終週末は、ヘクスターの市祭「フクソーリ＝マルクト」がある。10月の第3日曜日はヘクスターの「メルヒェンの日曜日」である。11月初めには「クナイペンフェスティバル・ホンキー・トンク」が開かれる。最後に毎年第1アドヴェントから聖夜までヘクスターでは大規模なクリスマスマーケットが開かれる。
5月から8月までは射撃祭のシーズンでもある。各地区で多彩な射撃祭が祝われている。

### 名物料理、食材
ヘクスターで定期的に行われる食に関する行事として、6月の「ヘクスター・クリナーリッシュ」と4月末の「筏乗りと漁師の日」がある。これらのイベントでは、飲食店やサービス業者が集まり、美味な料理を提供する。

## 経済と社会資本

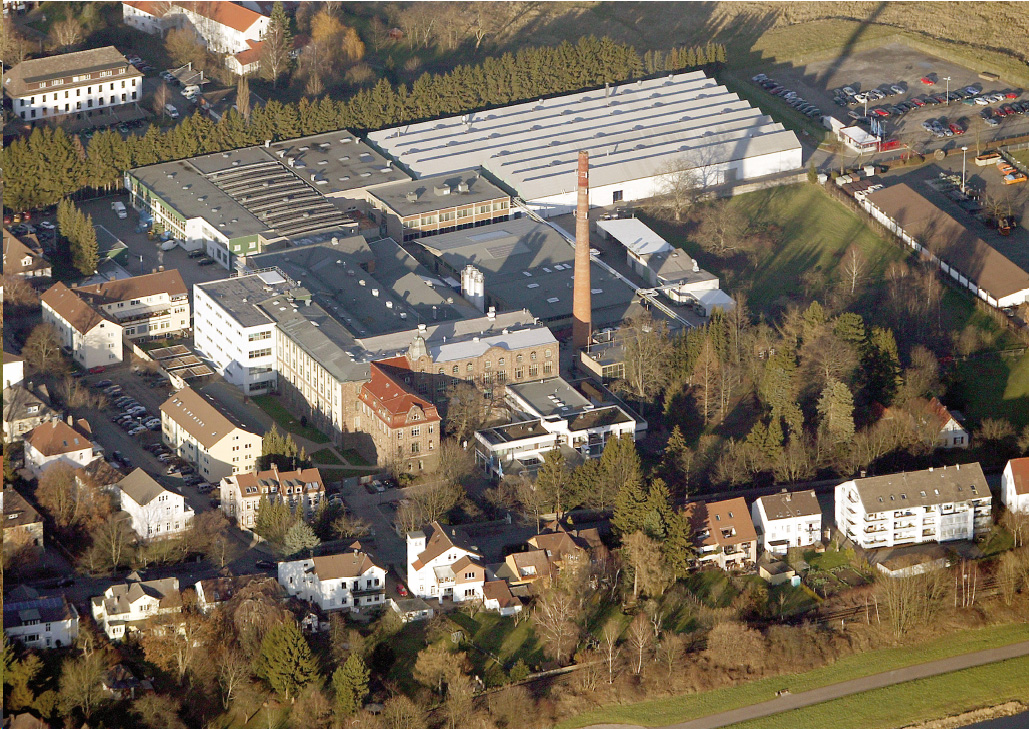
アルンツ・オプティベルト・グループ本社

19世紀の初め、ヘクスターでは兵舎の拡大とともに手工業や販売業が発展した。特に重要だったのは、リュトマールザー通りとブレンクホイザー通りの2箇所にあったポートランド・セメント社であったが、それぞれ1925年と1929年に操業を停止した。1827年にヘクスター・ゴム製品工場・エミール・アルンツ KG が設立され、成形部品、ゴム被膜の布地や歯付ベルトを製造した。1948年以降はVベルトや歯付きベルトの主要な生産者となった。この会社は、1999年の組織改革以降「アルンツ・オプティベルト・グループ」の名前で活動しており、全世界に1,400人以上の従業員を擁している。
1857年にフリードリヒ・ゼロングによって設立された、紙袋、袋、衣料品入れに特化した印刷会社 アクツィデンツ・ウント・フェアパックングスドルッケライ・ゼロングは現在、フリードル・ゼロング GmbH & Co. KG. という名前で存続している。
従業員数 400人の工業系企業ヴェントゥス・クンストストフ GmbH （合成樹脂加工業者、アイルランドのクロンダルキン＝コンツェルンの一員である）と並んで、サービス業者のゲトレンケ・ヴァルトホフが、この街の大きな企業である。これに加えて本市には数多くの中小手工業者が存在する。

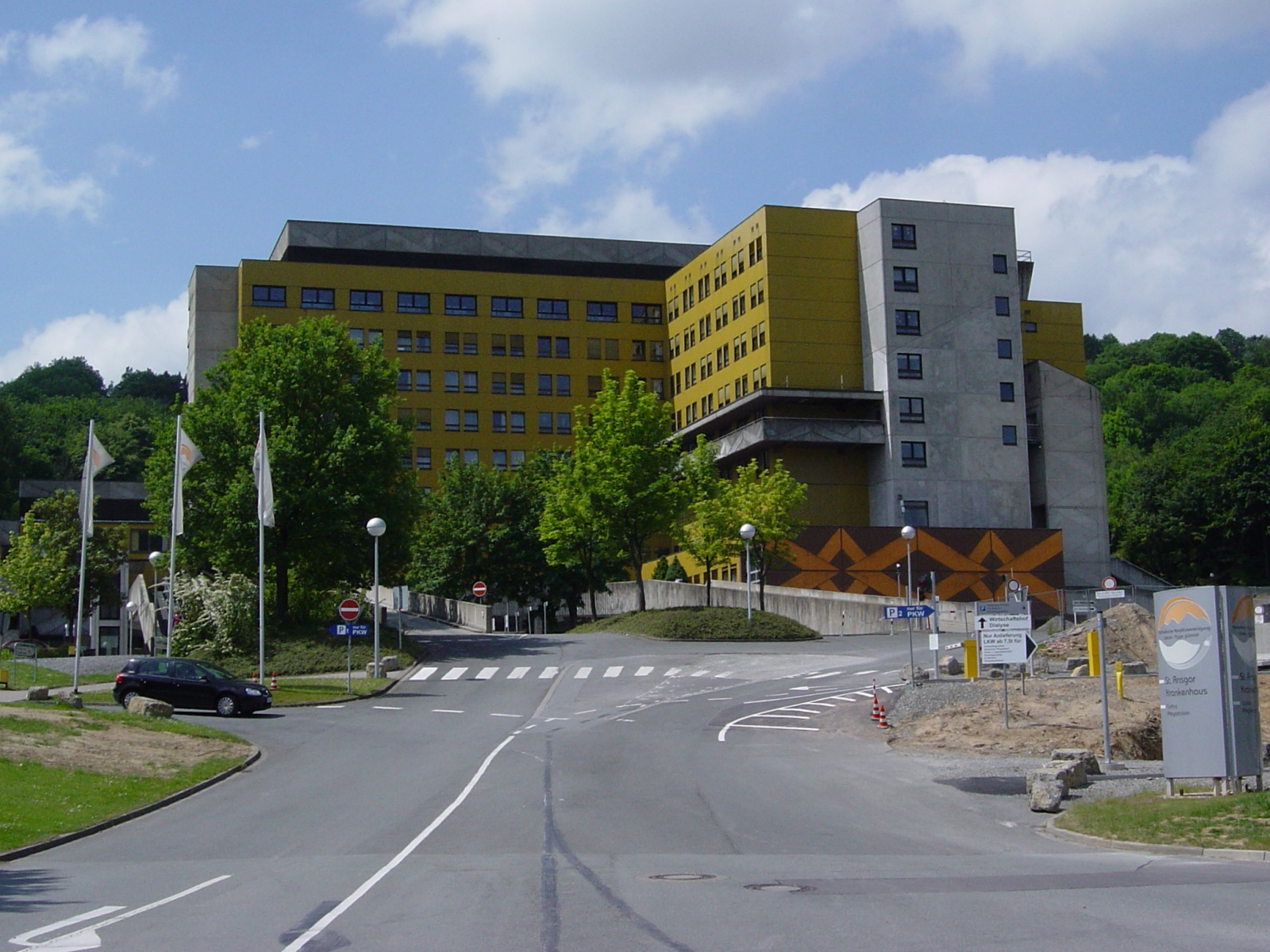
聖アンスガー病院

ヘクスターには2つの病院がある。1978年に創設され、2005年からヴェーザー＝エッゲ・カトリック病院連盟に加盟している聖アンスガー病院がその1つである。この病院は聖ニコライ病院と福音主義キリアーニ病院がその前身である。1937年に建設されたライヒスバーン病院の敷地で1940年代から防衛軍病院および難民収容所として使われていた建物の跡地に、1949年12月6日にアム・ロイシェンベルク病院、後のヴェーザーベルクラントクリニークが建設された。2002年以降は、神経学および整形外科学のリハビリテーション専門病院アスクレピオス・ヴェーザーベルクラント＝クリニークとして、デュッセルドルフに本部を置くアスクレピオス病院グループに属している。
中級中心都市としてヘクスター市は、約10万人の市場範囲を担っている。歴史的旧市街を中心とした商業の他に、ヘクスターにはサービス業（たとえば官公庁など）もある。ヴェーザー川沿いの地形的に魅力ある場所や、歴史的旧市街やコルヴァイ城館といった文化史的遺産などによって、ヘクスターは観光都市としても発展している。

### 交通

#### 鉄道

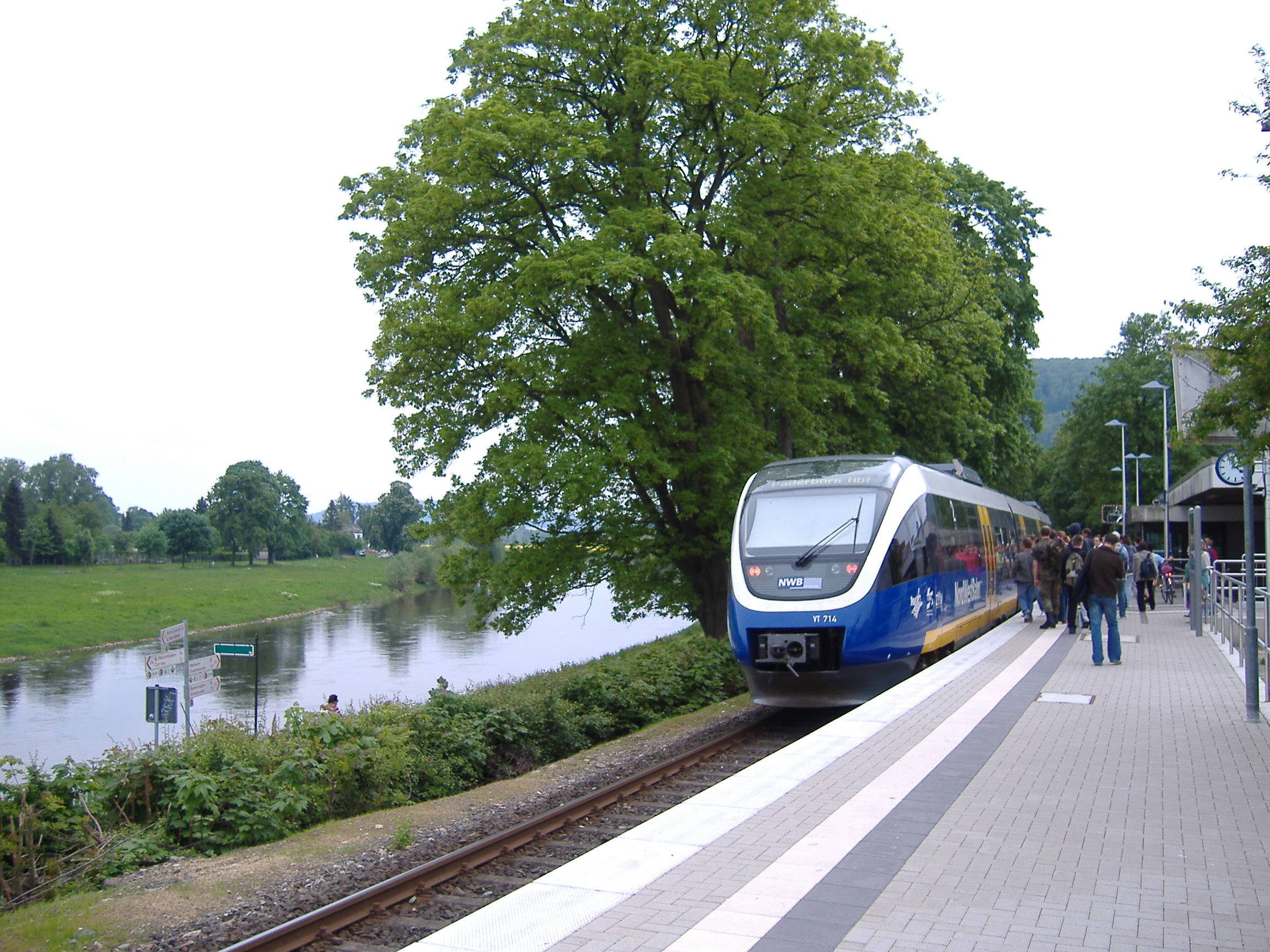
ヘクスター＝ラートハウス病院

ヘクスター・ラートハウス駅は、アルテンベーケン – クライエンゼン線の駅である。この路線は、ノルトヴェストヴァーンにより、パーダーボルン – オットベルゲン – ホルツミンデンの区間を1時間ごとに RB 84「エッゲ鉄道」が運行されている。ホルツミンデンからクライエンゼンまでは2時間間隔である。オットベルゲンでボーデンフェルデ行き、ノルトハイム行き、ゲッティンゲン行きに接続する。DBバウライエ 643 のボンバルディア＝タレント動力車による旅客列車は、120 km/h 近い速度で運行している。
この他に、ゴーデルハイムとリュヒトリンゲンに駅がある。かつてのヘクスター駅は中核市区の外れのコルヴァイ修道院付近にあり、車両の入れ替えにのみ使われている。ヘクスター＝ラートハウス駅の名は歴史的背景によるものである。
すべての公共旅客交通には、パーダーボルン＝ヘクスター近郊交通連盟のホーホシュティフト運賃が適用され、この範囲を超える交通には NRW運賃が用いられる。
1899年から1933年まで、全長 4.8 km のヘクスター軽便鉄道が運行していた。経営はフランクフルト・アム・マインに本社を置くインドゥストリーバーン AGで、ヘクスター内のセメント工場やガス工場を結ぶ貨物輸送を担っていた。この鉄道はコルヴァイ修道院付近の港湾施設から、現在のツーア・リューレ産業地区、エントラストゥングス通りを通り、リュトマールザー通りまで運行していた。

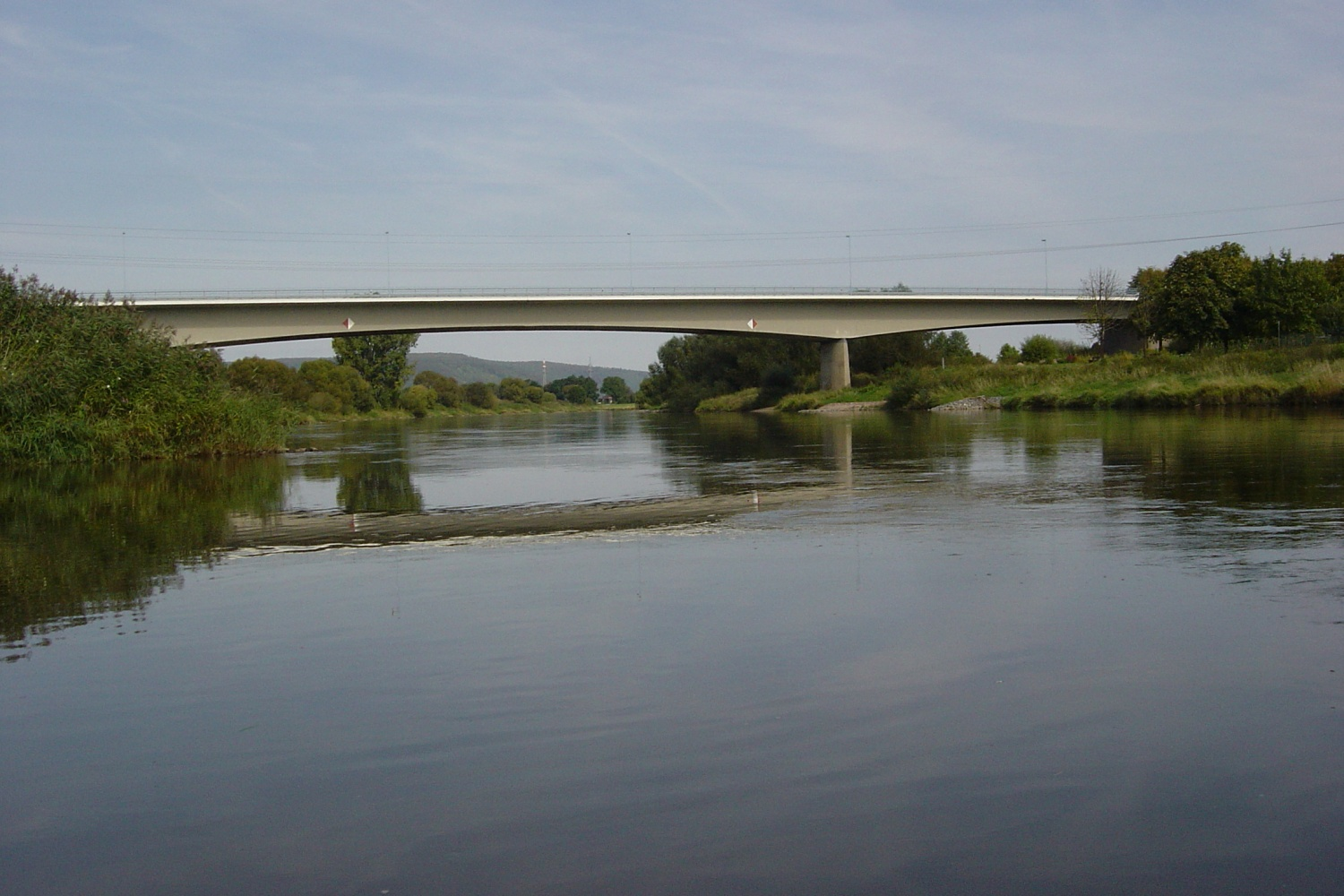
リュヒトリンゲン・ヴェーザー橋

#### 道路
ヘクスターは、連邦道によって広域道路網と結ばれている。連邦道 B64号線が西はパーダーボルン方面、東はホルツミンデンやバート・ガンダースハイム方面へ伸びている。連邦道 B83号線は、北はハーメルン、南はカッセルへ向かう。連邦道 B239号線は北西のデトモルトに通じている。B64号線と B83号線は、ゴーデルハイムとシュタールの間の市街地では同じ道路を共用している。最寄りの連邦アウトバーンは、ヴァールブルク・インターチェンジを有するA44号デトモルト – カッセル線である。
ヘクスターには、ヴェーザー川を渡る道路橋がある。中核市区のヴェーザー橋（ヘクスター）は、ボフツェンおよびゾリング方面に通ずる。リュヒトリンゲン・ヴェーザー橋は、ヘクスターの中心市街地とホルツミンデンを結ぶ最短コースである。B64号線は、シュタール付近でヴェーザー川を横断している。

#### 船舶
ヘクスターは、連邦水路に指定されているヴェーザー川沿いに位置している。ヴェーザー川上流の貨物船の航行は、第二次世界大戦以降ほぼ完全に機能していないが、旅客線の航行は現在も一定の役割を担っている。ヴェーザー遊歩道沿いの「フロッテ・ヴェーザー」はチャーター船や遊覧船だけでなく、ヘクスターと上流に位置するバート・カールスハーフェンとの間の定期航路も運行している。さらにヘクスターには港があり、主にスポーツボートが利用している。

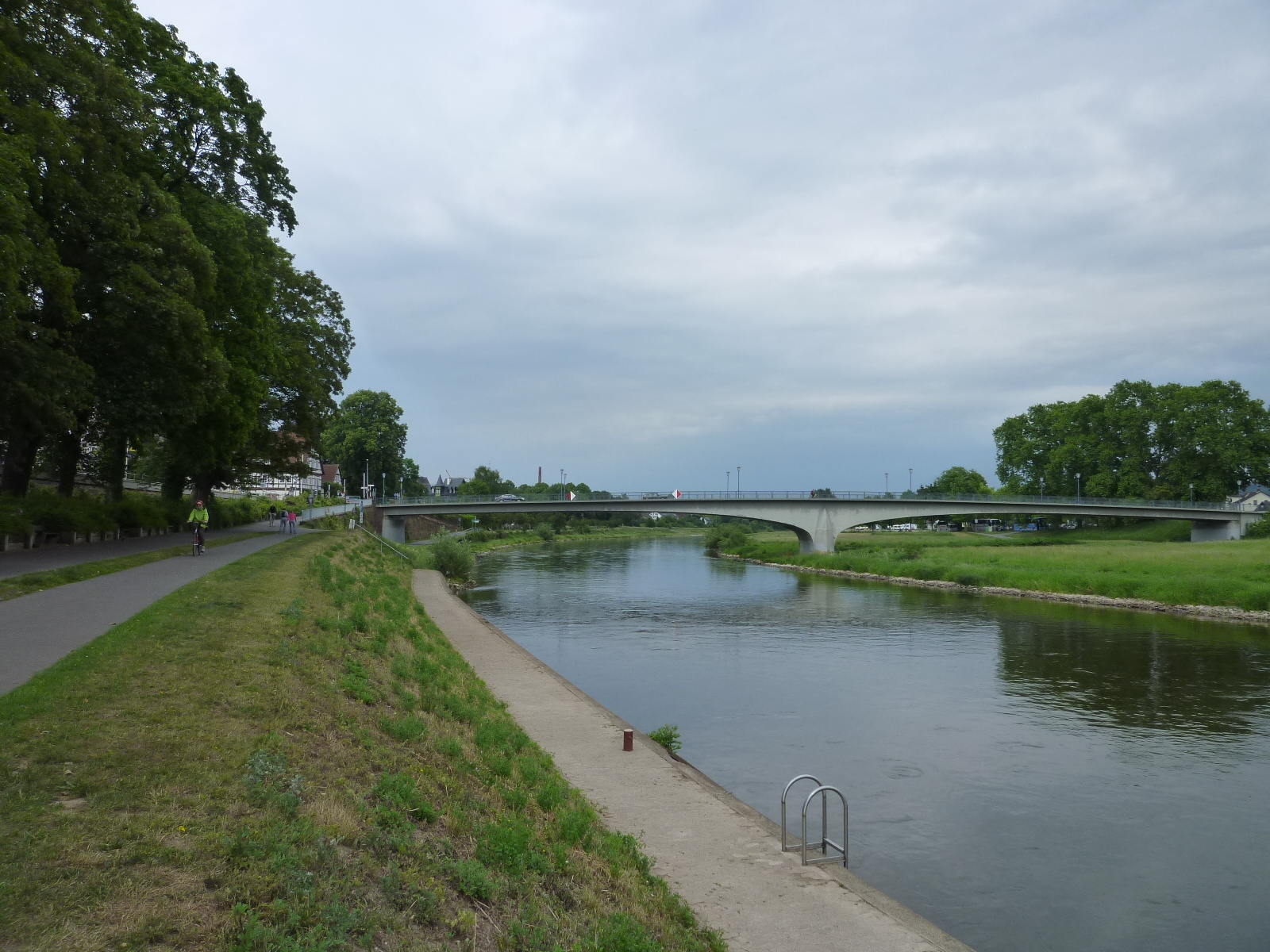
ヘクスター付近のヴェーザー自転車道

#### 自転車道
広域自転車道 R1号線（ブローニュ＝シュル＝メールからサンクトペテルブルクに至る欧州自転車道の一部）、ハン・ミュンデンからクックスハーフェンに至るヴェーザー自転車道（R99号線）とウェルネス自転車道がヘクスター市内で交差している。

#### 航空
ヘクスター＝ホルツミンデン飛行場は、ヘクスター市の北西約 2.5 km、ブレンクハウゼン地区に近いロイシェンベルクにある。

### メディア
日刊紙では、ノイエ・ヴェストフェリシェとヴェストファーレン＝ブラットが、週に6日、ローカルニュースを掲載して刊行されている。両紙のローカル面以外の紙面は、ビーレフェルトのそれぞれの中央編集局で制作される。ヘクスター市では、テークリッヒャー・アンツァイガー・ホルツミンデンが300部刊行されており（2012年現在）、第3の日刊紙となっている。また、パーダーボルン司教区およびコルヴァイ地方では、パーダーボルン郡およびヘクスター郡向けの、地方史、文学、芸術に関する寄稿文を含む「ディー・ヴァルテ」が年に4回発行されている。さらにヘクスターは地方週刊誌 OWZ ツーム・ゾンタークの配布地区である。1883年に創設された「フクサリア・エクストラ」もヴェストファーレン＝ブラット＝グループに属す。これはヘクスター、ベーヴェルンゲン、シュタインハイム向けの週刊誌であり、同時にヘクスター郡の広報誌でもある。
ヘクスターは、西部ドイツ放送 (WDR) のビーレフェルト地方スタジオの放送エリアに属している。また1991年からは、ラジオ・ホーホシュティフトが放送を行っている。このラジオ局は、この地域のニュースを重点的に採り上げており、広域放送（たとえば WDR）に比べ高い聴取率を得ている。オストヴェストファーレン＝リッペ大学の大学放送局であるラジオ・トリクェンシーは2005年にヘクスターで放送を開始した。地理的にニーダーザクセン州に近いことから、北ドイツ放送や、ラジオffn、ヒット・ラジオ・アンテナ・ニーダーザクセンの放送も受信することができる。

### 公共機関

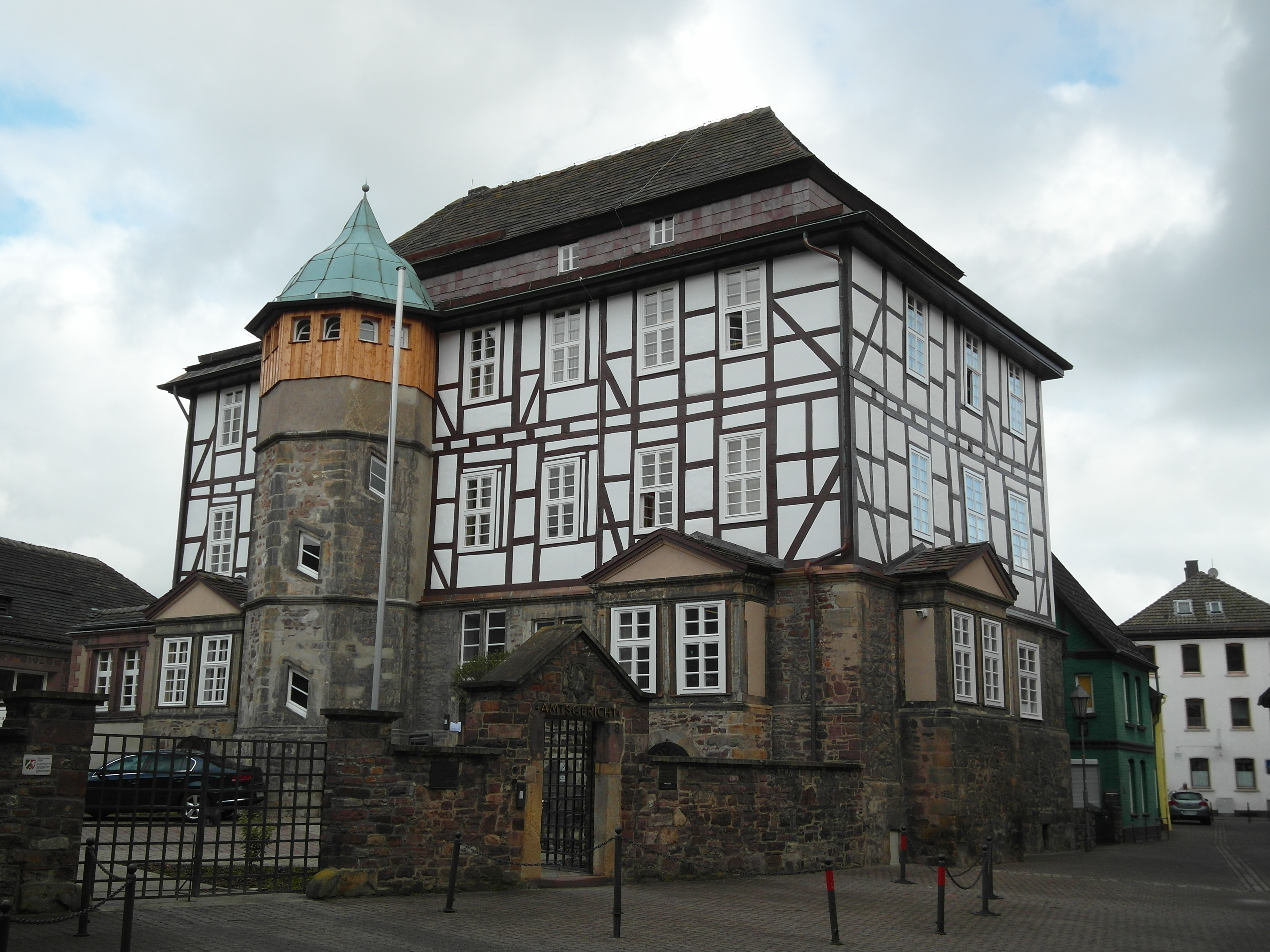
ヘクスター区裁判所

#### 司法
ヘクスター区裁判所は、パーダーボルン地方裁判所の管轄下にあり、ヘクスター市、ベーヴェルンゲン、マリーエンミュンスターを所管する。この区裁判所は、かつての「フォン・ウッフェルンシェン荘園」にある。この建物が現在の外観となったのは、1594年から1610年の改築にまで遡るが、その起源はさらに古い。

#### ドイツ連邦軍
本市で最も重要なドイツ連邦軍の駐屯地が、ブレンクホイザー通りのゲネラル＝ヴェーバー兵舎であり、その近くにはヴェーザー川沿いの練兵場がある。ここには、1959年から1962年までは第12装甲擲弾兵大隊が、1985年から1986年までは第150工兵大隊および第210装甲工兵中隊が駐屯していた。ヘクスターには、1987年から第7工兵大隊、1992年からは第7特殊武器防護大隊が駐屯している（2015年現在）。1993年、ソマリアでの第一次国際連合ソマリア活動 (UNOSOM) のための先遣大隊が置かれ、後に第二次国際連合ソマリア活動 (UNOSOM II) のそれに置き換えられた。1995年にはヘクスター郡でのヴェーザー川の洪水対応に出動した。1995年と1996年には和平履行部隊 (IFOR) の先遣隊にこの大隊が力を発揮した。1997年にはオーデル川洪水に際してオーデル沼沢地方に出動した。1998/1999年には平和安定化部隊 (SFOR) のために Raijlovac に派遣され、1999年には KFOR にも参加した。2002年に大隊の一部はコソボへ移動し（KFOR出動）、さらに「不滅の自由」作戦に伴ってアフガニスタンに移動した（2003年まで）。2002年にこの大隊はエルベ川の洪水と戦った。この大隊は、2005年に特殊武器防護旅団隷下から、ハノーファーの第1機甲師団隷下に改組された。2006年にはリガでの NATOサミットの警備に協力した。隊員数は、2007年の 850人から 1,250人にまで増強された。2011年新たなドイツ連邦軍組織体制が構築され、第7特殊武器防護大隊はそれまでの 1,190人から約 500人削減された。

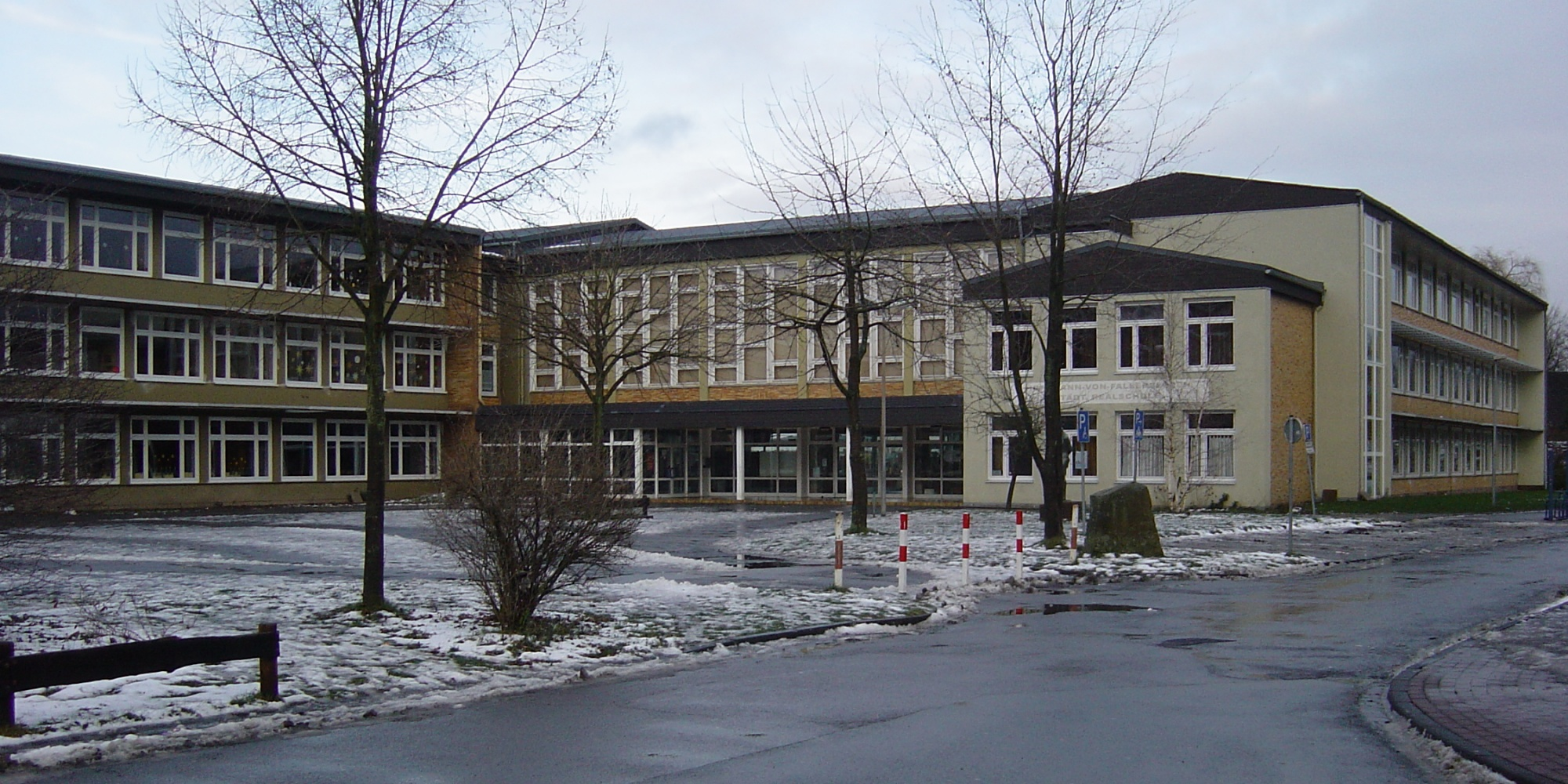
ホフマン＝フォン＝ファラースレーベン実科学校

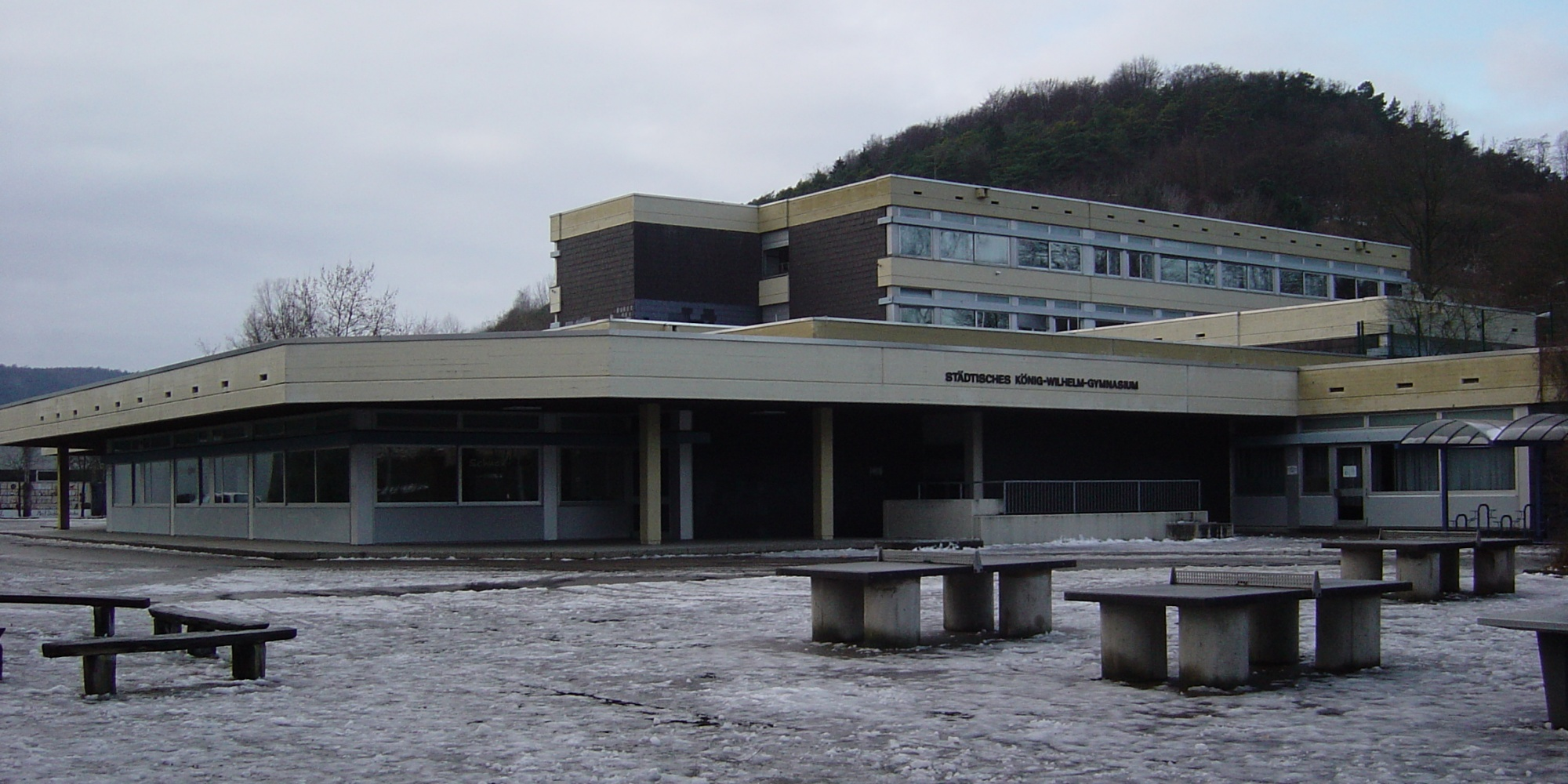
ケーニヒ＝ヴィルヘルム＝ギムナジウム

### 教育
本市には、総合学校を除くあらゆる形態の学校がある。市域は 8つの基礎課程学校が分担しており、このうちヘクスター、リュヒトリンゲン、オットベルゲンの基礎課程学校は、全日制基礎課程学校群を形成している。本課程学校は、ヘクスター＝シュターレ本課程学校とアム・ビーレンベルク本課程学校の 2校がある。後者は2006/07年の学年から全日制の学校として運営されている。ホフマン＝フォン＝フェラースレーベン実科学校は1952年までは少年と少女のための市立実科学校と称していたが、その創立は1837年にまで遡る。この年に最初の私立高等女学校として創設され、1912年に市立高等女学校に改名された。ケーニヒ＝ヴィルヘルム＝ギムナジウム (KWG) は1867年に開校した。
リュトマールゼン地区には市立養護学校のリュトマールゼン養護学校＝シューレ・アム・ハイリゲンベルク (FSL) がある。この学校は学習障害者に重点を置いており、患者のための付属学校を有している。さらに上級の学校としては、経済学と経営学のためのヘクスター郡立補習高等専門学校であるヘクスター職業補習高等専門学校 (BKH) がある。2013年12月31日現在ヘクスターには、223人の教師と合計 3,097人の生徒がいる。基礎課程学校が 1,094人、本課程学校が 336人、実科学校が 735人、ギムナジウムが 881人、養護学校が 51人である。
オストヴェストファーレン＝リッペ大学はヘクスターに、環境工学、応用科学、情報学、ランドスケープと環境計画学の教育・研究のためのキャンパスを有している。

## 人物

### 出身者
- アウグスト・ポットハスト（ドイツ語版、英語版）（1824年 - 1898年）中世史家、文献学者
- ハンス＝テオドール・シュミット（1899年 - 1951年）親衛隊隊員、ブーヘンヴァルト強制収容所の所長付き副官
- ヴォルフガング・ベルトラッキ（1951年 - ）有罪となった贋作家
- トーマス・フォン・ヘーゼン（ドイツ語版、英語版）（1961年 - ）サッカー選手、指導者
- アーニャ・ニードリングハウス（ドイツ語版、英語版）（1965年 - 2014年）報道写真家、ピュリッツァー賞受賞者
- コライ・ギュンター（1994年 - ）サッカー選手

### ゆかりの人物
- アンスガー（ドイツ語版、英語版）（801年 - 865年）「北方の使徒」として知られる修道士、後にハンブルク＝ブレーメン大司教。コルヴァイ修道院で教えた。
- アウグスト・ハインリヒ・ホフマン・フォン・ファラースレーベン（1798年 - 1874年）ドイツ学者で、ドイツ国家となった「ドイツの歌」の詩人。1855年から亡くなるまでヘクスター＝コルヴァイに住み、この地に埋葬された。
- クラウス・テプファー（1938年 - ）政治家。連邦環境大臣、連邦建設・運輸大臣を歴任した。少年時代にヘクスターに移り住み、この地でアビトゥーアを取得した。2011年にヘクスター市の名誉市民となった。

## 関連図書
- König/Rabe/Streich: Höxter, Geschichte einer westfälischen Stadt, Band 1: Höxter und Corvey im Früh- und Hochmittelalter. Hannover 2003, ISBN 3-7752-9580-1.
- Heinrich Rüthing: Höxter um 1500. Analyse einer Stadtgesellschaft. Quellen und Studien zur westfälischen Geschichte, 22 (1986).
- Holger Rabe: O' tempora, o' mores. Eine Stadt in Krieg und Frieden. Höxter am Vorabend und während des Dreißigjährigen Krieges (1550–1650). Holzminden 1988, ISBN 3-00-003159-6.
- Hans-Georg Stephan: Archäologische Beiträge zur Frühgeschichte der Stadt Höxter. In: Münstersche Beiträge zur Vor- und Frühgeschichte 7 (1973).
- H. Joachim Brüning. Weinbau in Höxter vor 300 Jahren. Monatshefte des Heimat- und Verkehrsverein Höxter e.V, 1980, Heft 5. (Web版)
- Ernst Würzburger. "Höxter: Verdrängte Geschichte. Zur Geschichte des Nationalsozialismus einer ostwestfälischen Kreisstadt. Neuauflage Holzminden 2014.
- Ernst Würzburger. "Juden in Höxter." Von der Gleichstellung im Königreich Westfalen bis zum Holocaust. Höxter 1989
- Ernst Würzburger. Seit 150 Jahren: Baugewerkschule Höxter und Eisenbahn Höxter-Altenbeken. Höxter 2014

これらの文献は、翻訳元であるドイツ語版の参考文献として挙げられていたものであり、日本語版作成に際し直接参照してはおりません。